# Tetraodon nigroviridis

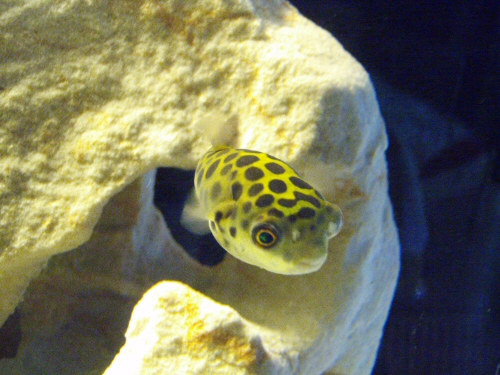
Tetraodon nigroviridis

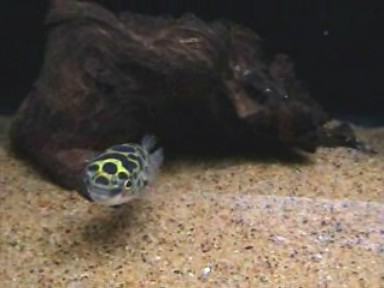
Tetraodon nigroviridis en un aquari

Tetraodon nigroviridis és una espècie de peix de la família dels tetraodòntids i de l'ordre dels tetraodontiformes.

## Morfologia
- Els mascles poden assolir 17 cm de longitud total.[1][2]

## Alimentació
Menja mol·luscs, crustacis i d'altres invertebrats, matèria vegetal i escates de peixos.

## Hàbitat
És un peix de clima tropical (24 °C-28 °C) i demersal.

## Distribució geogràfica
Es troba a Àsia: des de Sri Lanka fins a Indonèsia i la Xina.

## Observacions
És inofensiu per als humans.